# Eleonore zu Solms-Hohensolms-Lich

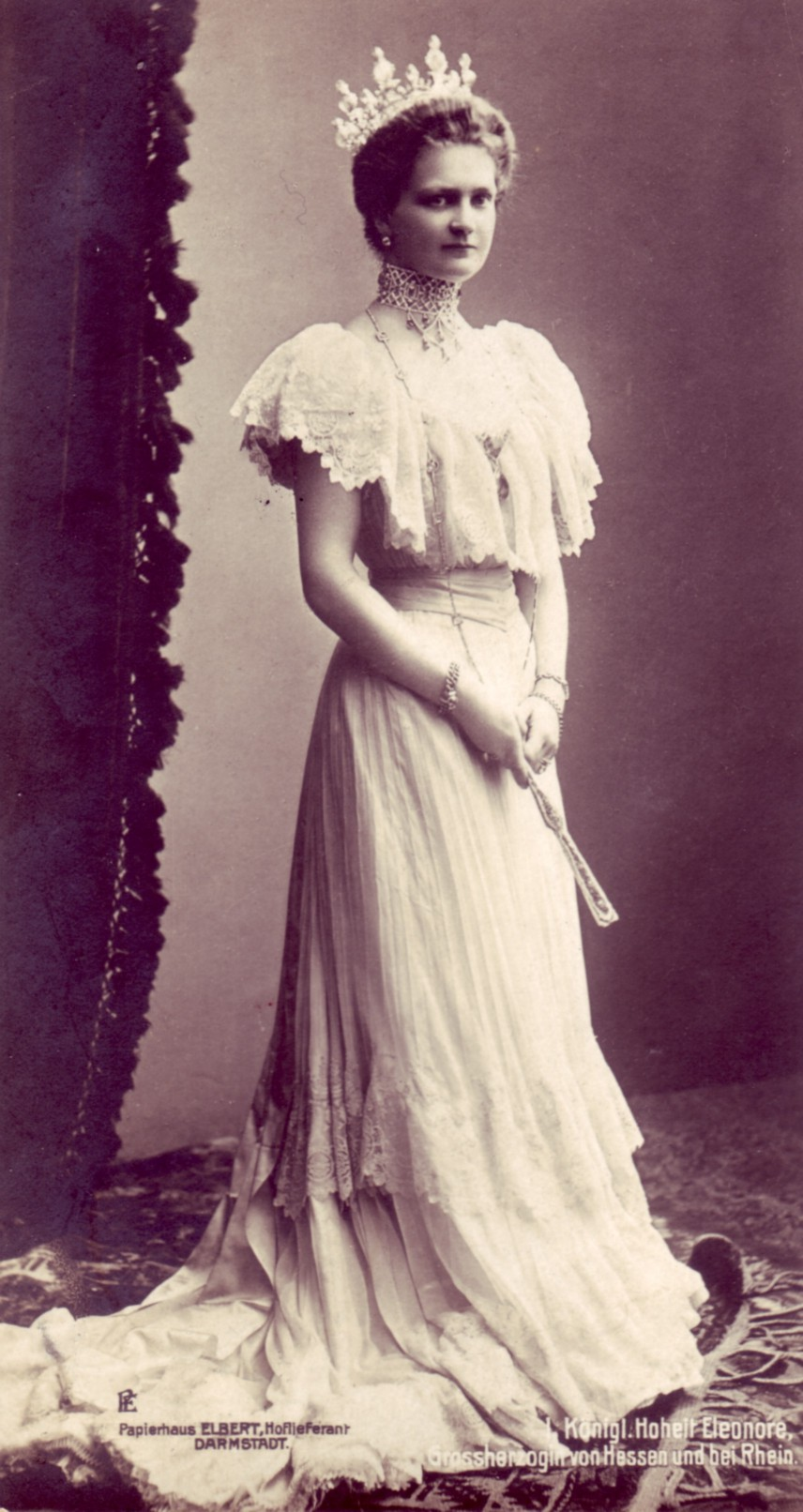
Eleonore Großherzogin von Hessen und bei Rhein

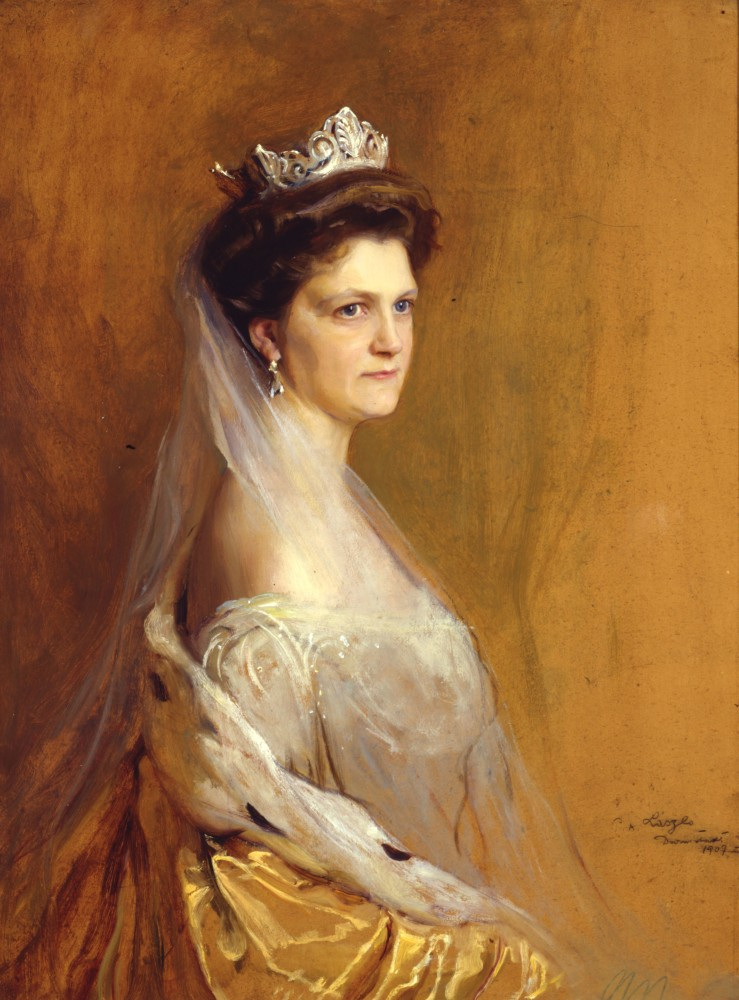
Großherzogin Eleonore von Hessen und bei Rhein, Gemälde von Philip Alexius de László, 1907

Eleonore Ernestine Marie Prinzessin zu Solms-Hohensolms-Lich, Großherzogin von Hessen und bei Rhein, (* 17. September 1871 in Lich; † 16. November 1937 bei Steene nahe Ostende) war die letzte Großherzogin von Hessen.

## Familie

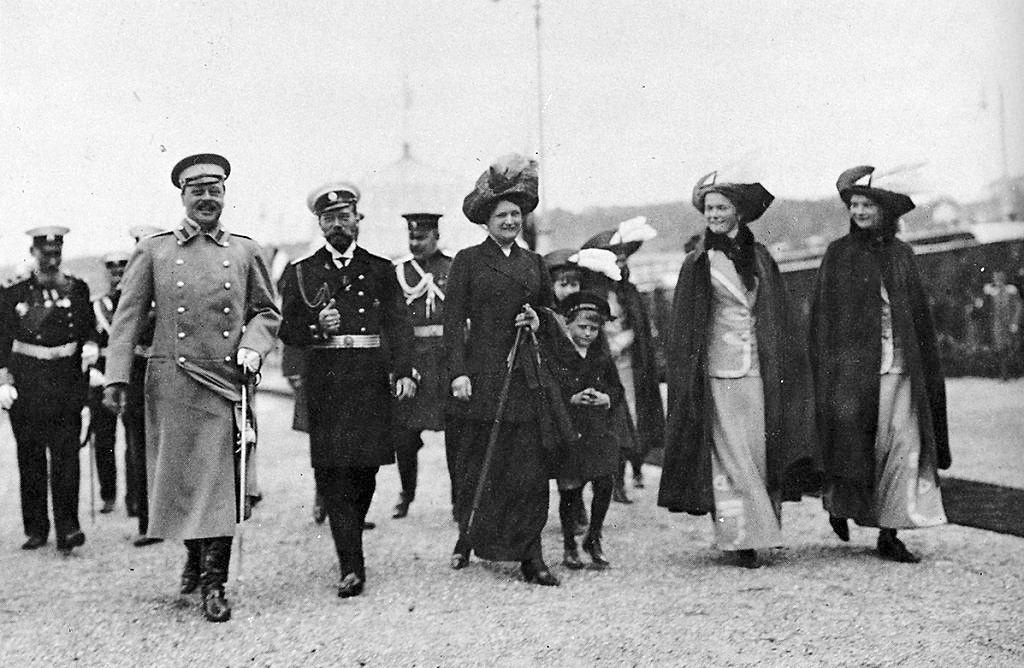
Eleonore Großherzogin von Hessen und bei Rhein mit Zar Nikolaus II. und ihren Nichten Anastasia, Olga und Tatjana, im April 1912.

Eleonore stammte aus standesherrlichem Hause. Sie war eine Tochter des Fürsten Hermann zu Solms-Hohensolms-Lich und dessen Frau Agnes, geb. Gräfin zu Stolberg-Wernigerode. Am 2. Februar 1905 heiratete sie Großherzog Ernst Ludwig von Hessen und bei Rhein (1868–1937) nach dessen Scheidung von seiner ersten Frau Victoria Melita von Sachsen-Coburg und Gotha. So war sie die Schwägerin von Alix von Hessen-Darmstadt, der letzten Zarin von Russland, und die Tante der fünf Romanow-Kinder Olga, Tatjana, Maria, Anastasia und Alexei.

## Leben
Eleonore, auch Lorche und Onor genannt, wuchs in der standesherrlichen Residenz ihrer Familie im oberhessischen Lich auf.
Als Reiterin verstand sie sich gut auf den Umgang mit Pferden. Für ihr beherztes Eingreifen beim Durchgehen eines Zugpferdes im Dresdner Großen Garten wurde sie 1892 mit der Sächsischen Rettungsmedaille ausgezeichnet.
Nach dem Tod ihres Vaters siedelte sie im Frühjahr 1900 mit ihrer Mutter und zwei Schwestern von Lich nach Schloss Hohensolms über, wo sie in den folgenden vier Jahren lebte und sich im Ort Hohensolms sozial engagierte. Die Fürstinwitwe starb hier 1904. Im November des Jahres verlobte sich Eleonore mit Großherzog Ernst Ludwig. Zwei Monate später erfolgte die Hochzeit mit feierlichem Einzug in die Darmstädter Residenz. Aus Anlass der Hochzeit wurde auf der Mathildenhöhe in Darmstadt der Hochzeitsturm als Geschenk der Stadt erbaut.
Als Großherzogin führte Eleonore das karitative Engagement fort, das ihre Schwiegermutter Großherzogin Alice begonnen hatte, setzte ihrerseits aber auch neue Akzente. Die Geburt ihres ersten Sohnes war Anlass für die Ernst Ludwig und Eleonoren-Stiftung, die als Großherzogliche Zentrale für Mütter- und Säuglingsfürsorge für das Ziel arbeitete, die Säuglingssterblichkeit zu verringern. Pflegerinnen wurden ausgebildet („Eleonorenschwestern“), die Wöchnerinnen besuchten und berieten und an minderbemittelte Familien gespendete Säuglingsausstattung verteilten. 1911 folgte die Errichtung des Eleonorenheims, eines Säuglings- und Kinderkrankenhauses. Sie war Vorsitzende des hessischen Alice-Frauenvereins und des hessischen Landesvereins vom Roten Kreuz.
In der Zeit des Ersten Weltkriegs übte Eleonore für die Zeit der Anwesenheit des Großherzogs an der Front die Regentschaft aus. Als Schwester Marie fuhr sie gelegentlich selbst mit dem Lazarettzug Großherzogin von Hessen in die Frontgebiete an der Westfront.
Die Großherzogin führte ihr soziales Engagement auch nach dem Ende der Monarchie 1918 fort. So übernahm sie 1923 den Nationalvorsitz im Verein der Freundinnen junger Mädchen.
Nach ihr benannt sind das Eleonoren-Gymnasium in Worms und die Eleonorenschule in Darmstadt.

## Tod
Kurz nach dem Tod ihres Gatten Ernst Ludwig kam Eleonore gemeinsam mit ihrem ältesten Sohn Georg Donatus, dessen Gattin Cecilia und ihren Enkelkindern Ludwig und Alexander am 16. November 1937 bei einem Flugzeugabsturz bei Ostende ums Leben. Die Familie befand sich auf dem Weg nach London zur Hochzeit des zweiten Sohnes Ludwig. Am 23. November erfolgte die Beisetzung der fünf Verunglückten zusammen mit dem am 9. Oktober 1937 verstorbenen Ernst Ludwig in einem großen Gemeinschaftsgrab auf der Rosenhöhe  in Darmstadt.

## Ehrungen
Nach der Großherzogin benannt ist
- die Alice-Eleonoren-Schule in Darmstadt
- das Eleonoren-Gymnasium Worms.[1]
- die Eleonorenschule in Darmstadt

## Nachkommen
Das großherzogliche Paar hatte zwei Kinder:
- Georg Donatus Wilhelm Nikolaus Eduard Heinrich Karl (* 8. November 1906 in Darmstadt; † 16. November 1937 bei Ostende)
- Ludwig Hermann Alexander Chlodwig (* 20. November 1908 in Darmstadt; † 30. Mai 1968 in Frankfurt am Main)